# YOKOHAMA HIGH SCHOOL HOT WAVE FESTIVAL
YOKOHAMA HIGH SCHOOL HOT WAVE FESTIVAL（ヨコハマ・ハイスクール・ホットウェーブフェスティバル（通称：ホットウェーブ））は、1981年から1998年にかけて横浜で行われていた、高校生を対象としたバンドコンテスト。

## 概要
大会運営スタッフ、出演バンドともに高校生で構成。高校生による高校生のためのバンドコンテストとして「音楽の甲子園」と呼ばれた。神奈川内の生徒に限定せず、全国各地の高校生バンドを対象とした。本大会を足掛かりに、プロデビューの切っ掛けを掴んだバンドも多く輩出している。

## 歴史
第1回 - 第2回大会は予選・決選ともに横浜市教育会館、第3回 - 第5回大会は予選は横浜市教育会館、決選大会は神奈川県民大ホールで行われた。第6回大会以降は決選大会は横浜スタジアムで行われ、アマチュアのバンドコンテストとしては日本最大規模のものとなった。
予選大会や決選大会は入場料無料としており、スポンサー企業からの協賛金で運営していたが、不況の影響から、スポンサーの協賛金も減少し、1998年の第19回大会を最後に18年の幕を閉じた。
2008年2月10日、ホットウェーブに以前携わっていた運営スタッフやバンドが企画を立ち上げ、第20回大会を関内大ホールで行った。
桐原書店発行の高等学校英語検定教科書『NEW English PAL Ⅱ』・「Get Together・集う」項に本コンテストの模様が題材として取り上げられている。
このイベントはニッポン放送も関わっており、Coke Teens Clubというラジオ番組内でイベントの紹介も行っていた。

## 主な出身者
- Dramatic 50's
- COME ON BABY
- A-JARI
- いんぐりもんぐり
- HOTCAKE（夢工場、現：The Blimp Club）
- 100M
- Hungry Angry Band
- POWER（SIAM SHADEの前身バンド）
- 堂島孝平
- THE PEPPERMINT JAM
- 工藤慎太郎
- 村越エースケ
- M.H.K（後にMore V-ZONE!）